# Peperomia uaupesensis
Peperomia uaupesensis är en pepparväxtart som beskrevs av Truman George Yuncker. Peperomia uaupesensis ingår i släktet peperomior, och familjen pepparväxter. Inga underarter finns listade i Catalogue of Life.